# Liste der Kulturgüter in Sissach
Die Liste der Kulturgüter in Sissach enthält alle Objekte in der Gemeinde Sissach im Kanton Basel-Landschaft, die gemäss der Haager Konvention zum Schutz von Kulturgut bei bewaffneten Konflikten, dem Bundesgesetz vom 20. Juni 2014 über den Schutz der Kulturgüter bei bewaffneten Konflikten sowie der Verordnung vom 29. Oktober 2014 über den Schutz der Kulturgüter bei bewaffneten Konflikten unter Schutz stehen.
Objekte der Kategorien A und B sind vollständig in der Liste enthalten, Objekte der Kategorie C fehlen zurzeit (Stand: 1. Januar 2023).

## Kulturgüter
| Foto |                                                                                    | Objekt                                               | Kat. | Typ | Standort                             | Beschreibung                                                                                                 |
| ---- | ---------------------------------------------------------------------------------- | ---------------------------------------------------- | ---- | --- | ------------------------------------ | --- |
| ja   | Datei hochladen · Wikidata zu Schloss Ebenrain (Q5331756)                          | Landsitz Ebenrain KGS-Nr.: 01523                     | A    | G   | Itingerstrasse 13–17 627622 / 257101 | |
| ja   | Datei hochladen · Wikidata zu Reformierte Pfarrkirche St. Jakob (Q19362789)        | Reformierte Pfarrkirche St. Jakob KGS-Nr.: 01524     | A    | G   | Schulstrasse 8 627981 / 257286       | |
| ja   | Datei hochladen · Wikidata zu Ruine Sissacherfluh (Q1736132)                       | Sissacherfluh KGS-Nr.: 01529                         | A    | F   | Fluerisi 628535 / 258888             | Neolithische-eisenzeitliche Höhensiedlungen / mittelalterliche Fluchtburgruine                               |
| BW   | Datei hochladen · Wikidata zu Burgenrain, prähistorische Höhensiedlung (Q19362788) | Burgenrain KGS-Nr.: 09591                            | A    | F   | 628621 / 256420                      | eisenzeitliche Höhensiedlung                                                                                 |
| ja   | Datei hochladen · Wikidata zu Burg Bischofstein (Q1011037)                         | Bischofstein KGS-Nr.: 01525                          | B    | F   | 629281 / 258280                      | neolithische-eisenzeitliche Höhensiedlung / mittelalterliche Burgruine (Bischofstein) und Burgstelle (Itkon) |
| ja   | Datei hochladen · Wikidata zu Römisch-katholische Kirche (Q29681754)               | Römisch-katholische Kirche KGS-Nr.: 01528            | B    | G   | Felsenstrasse 14 628159 / 256800     | |
| BW   | Datei hochladen · Wikidata zu Alte Säge (Q29681656)                                | Alte Säge KGS-Nr.: 12207                             | B    | G   | Sägeweg 6 627926 / 256633            | |
| BW   | Datei hochladen · Wikidata zu Begegnungszentrum Jakobshof (Q29681682)              | Begegnungszentrum Jakobshof KGS-Nr.: 12208           | B    | G   | Kirchgasse 10 628005 / 257248        | |
| ja   | Datei hochladen · Wikidata zu Buess Weinbau (Q29681711)                            | Buess Weinbau KGS-Nr.: 12209                         | B    | G   | Hauptstrasse 35 628362 / 256965      | |
| ja   | Datei hochladen · Wikidata zu Bezirksgericht (Q29681696)                           | Bezirksgericht KGS-Nr.: 12210                        | B    | G   | Hauptstrasse 110 627858 / 257196     | |
| ja   | Datei hochladen · Wikidata zu Ehemalige Mühle (Q29681727)                          | Ehemalige Mühle KGS-Nr.: 12211                       | B    | G   | Mühlegasse 6 628171 / 257204         | |
| ja   | Datei hochladen · Wikidata zu Heimatmuseum Sissach (Q27488920)                     | Heimatmuseum (hinter dem Hotel Sonne) KGS-Nr.: 12212 | B    | S   | Zunzgerstrasse 12 628006 / 257080    | |
| ja   | Datei hochladen · Wikidata zu Wohnhaus Kreuzmatt (Q29681796)                       | Wohnhaus Kreuzmatt KGS-Nr.: 12213                    | B    | G   | Hauptstrasse 1 628735 / 256829       | |
| ja   | Datei hochladen · Wikidata zu Bauernhaus (Q29681670)                               | Bauernhaus KGS-Nr.: 12214                            | B    | G   | Hauptstrasse 61 628160 / 257082      | |
| ja   | Datei hochladen · Wikidata zu Evangelisch-reformiertes Pfarrhaus (Q29681740)       | Evangelisch-reformiertes Pfarrhaus KGS-Nr.: 12215    | B    | G   | Pfarrgasse 1 628100 / 257221         | |
| ja   | Datei hochladen · Wikidata zu Untere Fabrik (Q29681769)                            | Untere Fabrik KGS-Nr.: 12216                         | B    | G   | Allmendweg 35 627805 / 257571        | |
| ja   | Datei hochladen · Wikidata zu Wohn- und Geschäftshaus «Cheesmeyer» (Q29681783)     | Wohn- und Geschäftshaus «Cheesmeyer» KGS-Nr.: 12217  | B    | G   | Hauptstrasse 55 628192 / 257057      | |